# Mundell Lowe
Mundell Lowe (21. dubna 1922 Laurel, Mississippi, USA – 2. prosince 2017 San Diego) byl americký jazzový kytarista a hudební skladatel.
Vydal několik alb pod svým jménem a spolupracoval s dalšími hudebníky, jako jsou Tony Bennett, Barry Manilow, Lalo Schifrin, Ben Webster, Ella Fitzgerald, Sarah Vaughan nebo Billie Holiday. Rovněž se věnoval skládání hudby k filmům, mezi které patří například Billy Jack (1971) a Všechno, co jste kdy chtěli vědět o sexu (ale báli jste se zeptat) (1972).